# Sentosa

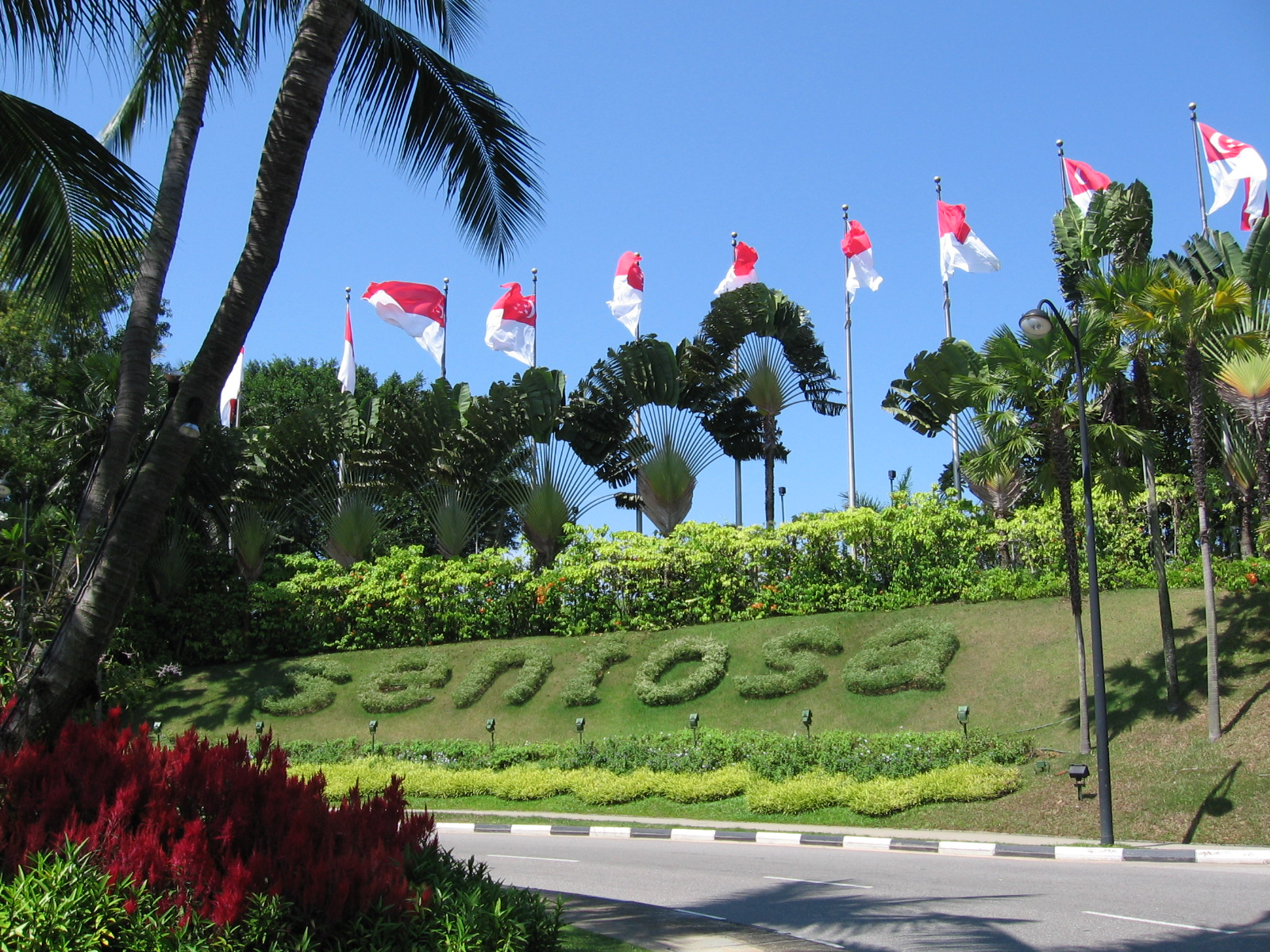
Cổng vào Sentosa

Sentosa, có nghĩa là thanh bình và yên tĩnh trong tiếng Mã Lai, là một khu nghỉ mát đảo ở Singapore, hàng năm đón 5 triệu du khách.
Các điểm thu hút trên đảo này gồm: bãi biển dài 2 km, pháo đài Siloso, hai sân golf và 2 khách sạn 5 sao.
Đảo này có diện tích 5 ki-lô-mét vuông, nằm cách bờ biển phía nam của lục địa Singapore 0,5 km. Đây là đảo lớn thứ tư của Singapore (không kể đảo chính). 70% hòn đảo này bao phủ rừng trồng, là nơi sinh sống của nhiều loài động vật như tắc kè, khỉ, công, vẹt cũng như nhiều loại động thực vật khác. Một phần đáng kể diện tích đảo được tạo ra từ lấn biển.